# Poecilosomella maxima
Poecilosomella maxima är en tvåvingeart som först beskrevs av Vanschuytbroeck 1950.  Poecilosomella maxima ingår i släktet Poecilosomella och familjen hoppflugor.
Artens utbredningsområde är Kongo. Inga underarter finns listade i Catalogue of Life.